# Ferrari 312 F1-66
Ferrari 312 F1-66 – samochód Formuły 1 zaprojektowany przez Mauro Forghieriego i skonstruowany przez Ferrari. Samochód był używany w sezonach 1966-1969. Ferrari 312 był napędzany przez jednostki Ferrari.
Do sezonu 1969 używane były kolejne wersje samochodu: 312 F1-67, 312 F1-68 i 312 F1-69.

## Wyniki
| Legenda oznaczeń w tabelach wyników Wyświetl szablon na nowej stronie | Legenda oznaczeń w tabelach wyników Wyświetl szablon na nowej stronie                                                                     |
| Oznaczenie                                                            | Wyjaśnienie |
| --------------------------------------------------------------------- | --- |
| Złoty                                                                 | Zwycięzca lub mistrzostwo |
| Srebrny                                                               | 2. miejsce lub wicemistrzostwo |
| Brązowy                                                               | 3. miejsce lub II wicemistrzostwo |
| Zielony                                                               | Ukończył, punktował (w klasyfikacji generalnej, gdy zdobył co najmniej jeden punkt na przestrzeni sezonu, poza trzema powyższymi opcjami) |
| Niebieski                                                             | Ukończył, nie punktował (w klasyfikacji generalnej, gdy nie zdobył co najmniej jednego punktu na przestrzeni sezonu)                      |
| Czerwony                                                              | Nie zakwalifikował się (NZ) |
| Czerwony                                                              | Nie prekwalifikował się (NPK) |
| Różowy                                                                | Nie ukończył (NU) |
| Różowy                                                                | Niesklasyfikowany (NS) (w klasyfikacji generalnej, gdy nie został sklasyfikowany w żadnym wyścigu sezonu)                                 |
| Czarny                                                                | Zdyskwalifikowany (DK) |
| Czarny                                                                | Wykluczony (WYK/EX) |
| Biały                                                                 | Nie wystartował (NW) |
| Biały                                                                 | Kontuzjowany (K/INJ) |
| Biały                                                                 | Wyścig odwołany (OD/C) |
| Bez koloru                                                            | Został wycofany (WYC/WD) |
| Bez koloru                                                            | Nie przybył (NP/DNA) |
| Bez koloru                                                            | Nie brał udziału w treningach (NT/DNP) |
| Bez koloru                                                            | Nie został zgłoszony (–) |
| Pogrubienie                                                           | Start z pole position |
| Kursywa                                                               | Najszybsze okrążenie wyścigu |
| †                                                                     | Nie ukończył, ale jego rezultat został zaliczony ze względu na przejechanie więcej niż 90% dystansu wyścigu.                              |
| *                                                                     | Sezon w trakcie |
| 1/2/3                                                                 | Punktowana pozycja w sprincie kwalifikacyjnym                                                                                             |
| Lista systemów punktacji Formuły 1                                    | |

| Sezon | Zespół                     | Silnik  | Kierowcy            | Wyniki w poszczególnych eliminacjach | Wyniki w poszczególnych eliminacjach | Wyniki w poszczególnych eliminacjach | Wyniki w poszczególnych eliminacjach | Wyniki w poszczególnych eliminacjach | Wyniki w poszczególnych eliminacjach | Wyniki w poszczególnych eliminacjach | Wyniki w poszczególnych eliminacjach | Wyniki w poszczególnych eliminacjach | Wyniki w poszczególnych eliminacjach | Wyniki w poszczególnych eliminacjach | Wyniki w poszczególnych eliminacjach | Wyniki kierowców | Wyniki kierowców | Wyniki konstruktora | Wyniki konstruktora |
| 1966  |                            |         |                     | Monako                               | Belgia                               | Francja                              | Wielka Brytania                      | Holandia                             | Niemcy                               | Włochy                               | Stany Zjednoczone                    | Meksyk                               |                                      |                                      |                                      | Pkt.             | Msc.             | Pkt.                | Msc.                |
| ----- | -------------------------- | ------- | ------------------- | ------------------------------------ | ------------------------------------ | ------------------------------------ | ------------------------------------ | ------------------------------------ | ------------------------------------ | ------------------------------------ | ------------------------------------ | ------------------------------------ | ------------------------------------ | ------------------------------------ | ------------------------------------ | ---------------- | ---------------- | ------------------- | ------------------- |
| 1966  | Scuderia Ferrari SpA SEFAC | Ferrari | John Surtees        | NU                                   | 1                                    |                                      |                                      |                                      |                                      |                                      |                                      |                                      |                                      |                                      |                                      | 9 (28)           | 2                | 30 (31)             | 2                   |
| 1966  | Scuderia Ferrari SpA SEFAC | Ferrari | Lorenzo Bandini     |                                      |                                      | NS                                   | –                                    | 6                                    | 6                                    | NU                                   | NU                                   | –                                    |                                      |                                      |                                      | 2 (12)           | 9                | 30 (31)             | 2                   |
| 1966  | Scuderia Ferrari SpA SEFAC | Ferrari | Mike Parkes         | –                                    | –                                    | 2                                    | –                                    | NU                                   | NU                                   | 2                                    | –                                    | –                                    |                                      |                                      |                                      | 12               | 8                | 30 (31)             | 2                   |
| 1966  | Scuderia Ferrari SpA SEFAC | Ferrari | Ludovico Scarfiotti | –                                    | –                                    | –                                    | –                                    | –                                    |                                      | 1                                    | –                                    | –                                    |                                      |                                      |                                      | 9                | 10               | 30 (31)             | 2                   |
| 1967  |                            |         |                     |                                      | Monako                               | Holandia                             | Belgia                               | Francja                              | Wielka Brytania                      | Niemcy                               | Kanada                               | Włochy                               | Stany Zjednoczone                    | Meksyk                               |                                      | Pkt.             | Msc.             | Pkt.                | Msc.                |
| 1967  | Scuderia Ferrari SpA SEFAC | Ferrari | Lorenzo Bandini     | –                                    | NU                                   | –                                    | –                                    | –                                    | –                                    | –                                    | –                                    | –                                    | –                                    | –                                    |                                      | 0                | NS               | 20                  | 5                   |
| 1967  | Scuderia Ferrari SpA SEFAC | Ferrari | Chris Amon          | –                                    | 3                                    | 4                                    | 3                                    | NU                                   | 3                                    | 3                                    | 6                                    | 7                                    | NU                                   | 9                                    |                                      | 20               | 5                | 20                  | 5                   |
| 1967  | Scuderia Ferrari SpA SEFAC | Ferrari | Mike Parkes         | –                                    | –                                    | 5                                    | NU                                   | –                                    | –                                    | –                                    | –                                    | –                                    | –                                    | –                                    |                                      | 2                | 16               | 20                  | 5                   |
| 1967  | Scuderia Ferrari SpA SEFAC | Ferrari | Ludovico Scarfiotti | –                                    | –                                    | 6                                    | NS                                   | –                                    | –                                    | –                                    | –                                    |                                      | –                                    | –                                    |                                      | 1                | 21               | 20                  | 5                   |
| 1967  | Scuderia Ferrari SpA SEFAC | Ferrari | Jonathan Williams   | –                                    | –                                    | –                                    | –                                    | –                                    | –                                    | –                                    | –                                    | –                                    | –                                    | 8                                    |                                      | 0                | NS               | 20                  | 5                   |
| 1968  |                            |         |                     |                                      |                                      | Monako                               | Belgia                               | Holandia                             | Francja                              | Wielka Brytania                      | Niemcy                               | Włochy                               | Kanada                               | Stany Zjednoczone                    | Meksyk                               | Pkt.             | Msc.             | Pkt.                | Msc.                |
| 1968  | Scuderia Ferrari SpA SEFAC | Ferrari | Jacky Ickx          | NU                                   | NU                                   | –                                    | 3                                    | 4                                    | 1                                    | 3                                    | 4                                    | 3                                    | NW                                   | –                                    | NU                                   | 27               | 4                | 32                  | 4                   |
| 1968  | Scuderia Ferrari SpA SEFAC | Ferrari | Chris Amon          | 4                                    | NU                                   | –                                    | NU                                   | 6                                    | 10                                   | 2                                    | NU                                   | NU                                   | NU                                   | NU                                   | NU                                   | 10               | 10               | 32                  | 4                   |
| 1968  | Scuderia Ferrari SpA SEFAC | Ferrari | Andrea de Adamich   | NU                                   | –                                    | –                                    | –                                    | –                                    | –                                    | –                                    | –                                    | –                                    | –                                    | –                                    | –                                    | 0                | NS               | 32                  | 4                   |
| 1968  | Scuderia Ferrari SpA SEFAC | Ferrari | Derek Bell          | –                                    | –                                    | –                                    | –                                    | –                                    | –                                    | –                                    | –                                    | NU                                   | –                                    | NU                                   | –                                    | 0                | NS               | 32                  | 4                   |
| 1969  |                            |         |                     |                                      |                                      | Monako                               | Holandia                             | Francja                              | Wielka Brytania                      | Niemcy                               | Włochy                               | Kanada                               | Stany Zjednoczone                    | Meksyk                               |                                      | Pkt.             | Msc.             | Pkt.                | Msc.                |
| 1969  | Scuderia Ferrari SpA SEFAC | Ferrari | Chris Amon          | NU                                   | NU                                   | NU                                   | 3                                    | NU                                   | NU                                   | –                                    | –                                    | –                                    | –                                    | –                                    |                                      | 4                | 12               | 7                   | 6                   |
| 1969  | Scuderia Ferrari SpA SEFAC | Ferrari | Ernesto Brambilla   | –                                    | –                                    | –                                    | –                                    | –                                    | –                                    | –                                    | NW                                   | –                                    | –                                    | –                                    |                                      | 0                | NS               | 7                   | 6                   |
| 1969  | Scuderia Ferrari SpA SEFAC | Ferrari | Pedro Rodríguez     |                                      |                                      |                                      | –                                    | –                                    | NU                                   | –                                    | 6                                    |                                      |                                      |                                      |                                      | 3                | 14               | 7                   | 6                   |
| 1969  | North American Racing Team | Ferrari | Pedro Rodríguez     |                                      |                                      |                                      |                                      |                                      |                                      |                                      |                                      | NU                                   | 5                                    | 7                                    |                                      | 3                | 14               | 7                   | 6                   |